# Municipio de Milton (condado de Cass)
El municipio de Milton (en inglés: Milton Township) es un municipio ubicado en el condado de Cass en el estado estadounidense de Míchigan. En el año 2010 tenía una población de 3878 habitantes y una densidad poblacional de 70,22 personas por km².

## Geografía
El municipio de Milton se encuentra ubicado en las coordenadas 41°47′24″N 86°10′34″O / 41.79000, -86.17611. Según la Oficina del Censo de los Estados Unidos, el municipio tiene una superficie total de 55.22 km², de la cual 54.67 km² corresponden a tierra firme y (1%) 0.55 km² es agua.

## Demografía
Según el censo de 2010, había 3878 personas residiendo en el municipio de Milton. La densidad de población era de 70,22 hab./km². De los 3878 habitantes, el municipio de Milton estaba compuesto por el 94.28% blancos, el 1.83% eran afroamericanos, el 0.15% eran amerindios, el 0.83% eran asiáticos, el 0.03% eran isleños del Pacífico, el 0.64% eran de otras razas y el 2.24% pertenecían a dos o más razas. Del total de la población el 1.93% eran hispanos o latinos de cualquier raza.